# بيسينزوني
بيسينزوني (بالإيطالية: Besenzone)‏ هي بلدية في مقاطعة بياتشنزا في إقليم إميليا رومانيا الإيطالي.

## السكان
في سنة 1861 بلغ عدد السكان 1٬831 نسمة، وتطور العدد ليصل في سنة 2011 لـ 976 نسمة.
يظهر هذا المخطط البياني تطور النمو السكاني لـ بيسينزوني